# Chilei halfarkas
A chilei halfarkas (Stercorarius chilensis) a madarak osztályának lilealakúak (Charadriiformes) rendjébe, ezen belül a halfarkasfélék (Stercorariidae) családjába tartozó faj.

## Rendszerezése
A fajt Charles Lucien Jules Laurent Bonaparte francia ornitológus írta le 1857-ben,  Stercorarius antarcticus b. chilensis néven. Sorolták a Catharacta nembe  Catharacta chilensis néven is.

## Előfordulása
Dél-Amerika déli részén, az Antarktisz, Argentína, Brazília, Chile, Ecuador, a Falkland-szigetek, Peru és Uruguay területén honos. Természetes élőhelyei a mérsékelt övi füves puszták, tengerpartok és a nyílt tengerek. Állandó, nem vonuló, de kóborló faj.

## Megjelenése
Testhossza 58 centiméter, szárnyfesztávolsága 130–138 centiméter, testtömege pedig 1100–1700 gramm.
|  |  |

## Életmódja
Táplálékparazita, más madarak által elfogott halakkal táplálkozik.

## Természetvédelmi helyzete
Az elterjedési területe nagyon nagy, egyedszáma 2500-9999 példány közötti és stabil. A Természetvédelmi Világszövetség Vörös listáján nem fenyegetett fajként szerepel.